# 1875 w sztukach plastycznych
Wydarzenia w sztukach plastycznych i wizualnych w 1875 roku.

## Malarstwo

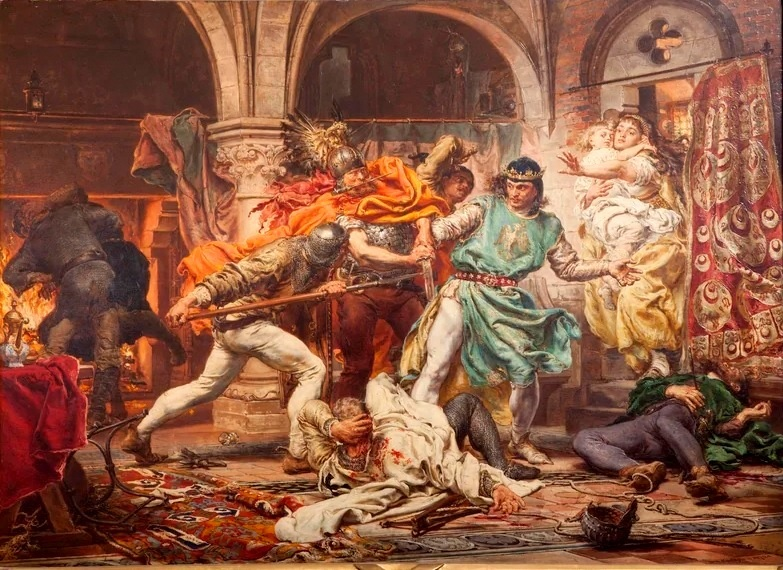
Śmierć Przemysława w Rogoźnie Matejki

- Tadeusz Ajdukiewicz

Obóz powstańców w lesie – olej na płótnie, 41×66 cm
- Józef Chełmoński

Babie lato – olej na płótnie, 119,5×156 cm
Jesień – olej na płótnie, 75×159 cm
Na folwarku – olej na płótnie, 85×143 cm
Wieczór letni – olej na płótnie, 81×114 cm
- Adam Chmielowski

Portret Antoniego Sygietyńskiego – olej na płótnie, 40,5x32,5 cm
- Aleksander Kotsis

Wnętrze izby – olej na tekturze, 34x26 cm
- Jan Matejko

Śmierć Przemysława w Rogoźnie
- Camille Pissarro

Pejzaż z wielkimi drzewami
- Auguste Renoir

W ogrodzie (ok. 1875)
- Alfred Sisley

Sekwana w Port-Marly

## Urodzeni
- 27 marca – Albert Marquet (zm. 1947), francuski malarz, rysownik i grafik

## Zmarli
- Édouard Pingret (ur. 1788), francuski malarz i litograf
- 20 stycznia – Jean-François Millet (ur. 1814), francuski malarz
- 22 lutego – Jean Baptiste Camille Corot (ur. 1796), francuski malarz
- 20 marca – January Suchodolski (ur. 1797), polski malarz
- 30 lub 31 marca – Edward Świerkiewicz (ur. 1808), polski malarz
- 24 czerwca – Henri Labrouste (ur. 1801), francuski architekt
- 25 czerwca – Antoine-Louis Barye (ur. 1796), francuski rzeźbiarz
- 11 września – Fiodor Bruni (ur. 1799), rosyjski malarz
- 12 października – Jean-Baptiste Carpeaux (ur. 1827), francuski rzeźbiarz
- 6 listopada – Wojciech Stattler (ur. 1800), polski malarz
- 12 listopada – Franciszek Maria Lanci (ur. 1799), polski architekt
- 14 listopada – Johann Janda (ur. 1827), niemiecki rzeźbiarz